# 柴田明良
柴田 明良（しばた あきよし、1973年11月9日 - ）は、栃木県出身の俳優。ストレイドッグプロモーション所属。

## 人物
特技は木彫り、陶芸、ボクシング、ハイチュウアート、スチールカメラ、日舞、殺陣、アクション。趣味は料理。元々は陣内孝則の付き人を2年半ほどやっていた。
『仮面ライダーアギト』のオーディション当初は仮面ライダー役で臨んだものの落選し、「尾室のイメージに合ってる」と言われ尾室隆弘役となった。テレビスペシャルでG3マイルド、テレビシリーズ終盤でG3を装着し、念願叶って仮面ライダーとなった。また、『アギト』の撮影現場では、ほとんど酒が飲めない人達が多い中、柴田は酒が飲めるクチだったので、共演者で飲みに行くときは北條透役の山崎潤と飲みに行くことが多かったという。

## 出演

### テレビドラマ
- お兄ちゃんの選択（1994年、TBS）
- 金曜エンタテイメント「お父さんのカッパ落語」（1995年、フジテレビ）
- ひとりにしないで（1995年7月6日 - 9月21日、フジテレビ、木曜劇場）
- 新・南部大吉交番日記（1999年、長野放送）
- 水曜ドラマ　田舎で暮らそうよ（1999年、テレビ東京）
- はぐれ刑事純情派（2001年、テレビ朝日）
- 仮面ライダーシリーズ
  - 仮面ライダーアギト（2001年 - 2002年、テレビ朝日） - 尾室隆弘 役
  - 仮面ライダーアギトスペシャル 新たなる変身（2001年、テレビ朝日） - 尾室隆弘/仮面ライダーG3マイルド 役
  - 仮面ライダージオウ 第31・32話（2019年4月14日・21日、テレビ朝日） - 尾室隆弘/仮面ライダーG3 役 ※友情出演[1]
- 日本一周旅号殺人事件（2003年、テレビ東京）
- おとり捜査官・北見志穂9（2005年、テレビ朝日）
- ケータイ刑事 銭形雷（2006年、BS-i）
- 未来講師めぐる（2008年、テレビ朝日）
- 金曜プレステージ「外科医 鳩村周五郎5」血塗られた挑戦状I（2009年、フジテレビ） - 毛利智彦 役
- ツレがうつになりまして。（2009年、NHK）
- 帝王（2009年、毎日放送）
- 君たちに明日はない（2009年、NHK）
- 金曜プレステージ「淋しい狩人」（2013年、フジテレビ） - 佐伯真 役
- 月曜ゴールデン「刑事シュート しゅうと&ムコの事件日誌4」（2013年、TBS） - 井原公彦 役
- 外科医 鳩村周五郎12（2014年、CX）
- 松本清張ミステリー時代劇 第2・8話（2015年4月14日・7月14日、BSジャパン） - 亀五郎 役
- 大河ドラマ「花燃ゆ」第32回（2015年8月9日、NHK） - 桜井三木三 役
- 相棒 season13 第16話（2015年2月18日）- 江口昴輝 役
- 三匹のおっさん2 ～正義の味方、ふたたび!!～（2015年、テレビ東京）【東京ドラマアウォード2014 特別賞受賞】
- 遺留捜査 テレビスペシャル（2015年5月17日） - 新田洋 役
- 山本周五郎人情時代劇【民放連賞テレビドラマ部門受賞作品】 ナレーション
- 男と女のミステリー時代劇 第6話「身代り稼ぎ」（2016年、BSジャパン） - 新太郎　役
- 超ドＳナイトの夜 （SBS 第7話、8話）　柴田啓佑監督
- 嫌われる勇気 第4話 （2018年 フジテレビ）- 米村正蔵
- そろばん侍 風の市兵衛 第7話 （2018年 NHK）-新吾 役 脚本：森岡利行
- 日曜ワイド しんがん～警視庁お宝捜査～ （2019年 EX）- 畑中 役
- 特捜9 season2 （2019年 EX） 第1話 - 救急隊員 役
- 死亡フラグが立ちました このミス大賞ドラマシリーズ【2019ベストヒットセレクション選出作品】 U-NEXT カンテレ 第2話 - 小早川 役
- ソニー・ピクチャーズとカンテレの共同制作オリジナルドラマ『銀座黒猫物語』第3話 - 稲垣 役
- 国際共同制作　特集ドラマ『太陽の子』作・演出：黒崎博（ＮＨＫ制作局）- 海軍将校 役
- 刑事7人（2020年） ‐ 松原武
- 連続テレビ小説 エール 103話 （2020年 NHK） - 美術家・中野亮太 役
- NHK ETV特集「円空 仏像に封印された謎」- 円空 役
- 『ケイ×ヤク -あぶない相棒-』9話　(2022年読売テレビ・日本テレビ系)
- 『ゴーストヤンキー』1話(2024年ドラマ特区)
- 『タカラのびーどろ』5話　志賀 良平役(2024年)
- ヒロシの心霊キャンプ 第4話「遭難者が見たモノ」（2024年10月17日、BS日テレ） - 英田 役

### ウェブドラマ
- 仮面ライダーアマゾンズ（2016年、Amazonプライム・ビデオ） - 沢口 役
- セレクト女子〜優柔不断な私にドロップキック〜（2019年2月1日配信、YouTube、ALPHABOAT） - 父 役 [2]
- Netflix「全裸監督」第1話　監督：武正晴
- BSテレ東「拝み屋怪談Ⅱ」（第5､6話）-柴田靖彦 役 監督：大畑創
- 連続ドラマＷ「春が来た」3話 -グレース 役 原作：向田邦子／監督：河合勇人
- 湘南純愛組! 第5話（2020年2月28日、Amazonプライム・ビデオ）
- インベージョン（2021年10月22日、Apple TV+）
- THE DAYS　ザ・デイズ　総理秘書官役　(2023年 Netflix)

・七夕の国　刑事役　(2024年7月、Disney +)
・不倫条例　一ノ瀬智成役　(2024年11月、MOV)
・推しの子　黒川あかねマネージャー役　(2024年12月、Amazon prime)

### 映画
- 仮面ライダーシリーズ
  - 劇場版 仮面ライダーアギト PROJECT G4（2001年9月22日、東映） - 尾室隆弘 役
  - 劇場版 仮面ライダー龍騎 EPISODE FINAL（2002年8月17日、東映） - お好み焼き屋の店員 役 ※友情出演
- RANBU 艶舞剣士 （2004年）
- 荒くれNIGHT（2006年）
- 子猫の涙（2007年）【東京国際映画祭 ある視点部門特別賞受賞】
- 女の子ものがたり（2009年）
- パンツの穴（2011年）
- 蝉の女 愛に溺れて（2012年）
- 忍道 -SHINOBIDO-（2012年）
- 上京ものがたり（2013年）
- いびつ（2013年）
- 農家の嫁 あなたに逢いたくて（2014年）
- メイクルーム（2015年）【ゆうばり国際ファンタスティック映画祭 グランプリ受賞】
- ラブ・ストーリーズ2nd「ゆれる心」（2015年） - 岩淵竜也 役
- がらくた（2016年）
- 極道の掟（2016年）
- オトナの恋愛事情（2016年）
- 女ヒエラルキー底辺少女（2016年）
- メイクルーム2（2016年）
- 日韓合作映画 契約結婚（2017年）
- トモダチゲーム 劇場版　（2018年）　監督・脚本：永江二朗
- 小河ドラマ 龍馬がくる（2018年） - 桂小五郎 役
- 夜明けまで離さない（2018年10月27日公開）- 本間亮二 役
- THE LIMIT OF SLEEPING BEAUTY（2018年）原案・脚本・監督：二宮 健
- 快盗戦隊ルパンレンジャーVS警察戦隊パトレンジャー en film（2018年） - 記者A 役
- 残念なアイドルはゾンビメイクがよく似合う（2019年） - 沢田 役
- グラグラ（2019年） - 隆史 役
- ダウト ―嘘つきオトコは誰？― （2019年）監督：永江二朗 司会者 役
- ＢＤ ～明智探偵事務所～ （2019年）監督：名倉良祐・ 小林芳和 役
- 浅草花やしき探偵物語 神の子は傷ついて（2020年）監督：堀内博志
- セナのまわり道 原作：郷田マモラ／脚本・監督：森岡利行 -竹内真治 役
- 悲しき天使（2020年）原作：山之内幸夫／脚本・監督：森岡利行 -丸山 武役

- 『決着』英語タイトル：『The payoff』 2020年製作/製作国・日本/26分 監督・脚本・編集：上本聡

なら国際映画祭招待作品 
「Japan Connects Hollywood」優秀作品賞、最優秀俳優賞
【第74回カンヌ国際映画祭 ショートフィルムコーナー正式出品】(2021年7/6~)
ゆうばり国際ファンタスティック映画祭2022　スペシャルプログラム
横浜国際映画祭2023 
- 映画『太陽の子』(2021年8月～)

監督:黒崎博
『片瞑り』(2021年)(ながおか映画祭準グランプリ)
監督:森田亜紀
映画『父さん』日本ホラー映画大賞　審査員特別賞
監督:平岡亜紀 父さん役
映画『会いたくてたまらない』（I'm Dying to see you）宮古島国際映画祭　審査員特別賞
山形国際映画祭　特別賞　那須塩原ムービフェス　岩槻映画祭　彩の国映画祭　311映画祭　あわら湯けむり映画祭
とくしま4K+NEXT ~4K・VR徳島映画祭2023　萩ibasho映画祭202　裏路地映画祭 3.11映画祭 2023　唐津ライジングサン国際映画祭2023　CuckooInternationalFilmAwards2023　相生なぎさ短編映画祭2024　監督:Michiko Mori
映画『あいたくて、あいたくて、あいたくて』
監督:いまおかしんじ
映画『向田理髪店』美術、出演:松永役
監督:森岡利行
Apple TV+『インベージョン』(2021年10月27日～配信中)
映画『桜色の風が咲く』装飾　監督松本准平
『THE DAYS　ザ・デイズ』総理秘書官役　2023年 Netflix
映画『藤枝梅安』VFX-AP
映画『リボルバーリリー』VFX-AP
映画『鬼平判科帳』VFX-AP
七夕の国　VFX-AP、出演(2024年)
映画『きさらぎ駅 Re: 』鎌田夫妻(夫)　監督:永江二朗(2025年)
映画『 軋み 』坂下純役　監督:森川圭　宮古島国際映画祭【準グランプリ】(2025年)

### Vシネマ
- 仮面ライダーエグゼイド トリロジー アナザー・エンディング PartIII 仮面ライダーゲンムVS仮面ライダーレーザー（2018年4月25日、東映） - ミワの父親

### CM
2008年
- 中部電力「TOENEC オール電化」
- 明星食品 チャルメラ「おじさんのあいさつ」編

2009年
- セブンイレブンジャパン「ポケモン2010お正月メッセージカード」
- ツムラサイエンス「モウガL」

2010年
- ブリヂストンスポーツ「ツアーステージV10」
- ハウスWellness C1000「足りない」編

2014年
- トレインチャンネル 大和証券会社

2015年
- 三代目 J Soul Brothers from EXILE TRIBE『BLUE PLANET』LIVE DVD
- コロプラ 白猫プロジェクト「みんなの白猫篇（30秒ver.）」編
- アサヒ ワンダ金の微糖「男の輝き」編
- 花王 企業広告“ちいさな魔法”東京ディズニーランド(R) / 東京ディズニーシー(R)
- ケンタッキーフライドチキン「11のスパイス」編

2016年
- 簡易生命保険誕生100周年広告「チケット当たる！」篇
- テンヨのビミサン「父」篇
- SUBARU「新天地 父」編（2016年）
- 日本アイコム「君の笑顔」企業CM（広島県限定）
- 河合塾 x RIASEC PROG「上司の愚痴」篇
- 映画「CUTIE HONEY-TEARS-」コラボCM
- インターハイ２０１６ミニムービー「君はひとりじゃない」篇
- エースJTB　心に残る感動の旅「予告篇」
- 簡易生命保険誕生100周年広告「チケット当たる！」篇

2018年
- 「ENEOS エネルギーソング 発表」編（30秒／60秒）
- マイナビ転職 「進もう篇」（15秒／30秒）
- 個人向け国債「未来のキミへ」篇

2019年
- リアルゴールド・ドラゴンブースト「つづける」篇（60秒）
- en world Japan「転職がしたいんじゃない、活躍がしたい」篇
- かんぽ生命
- 都道府県民共済
- nanaho～Craftsmanship～

2020年
- 森永製菓 ハイチュウアート特設サイト
- ゆうばりファンタスティック国際映画祭 トレーラー
- トラゼンタ
- 花王ディズニー
- イオントップバリュー

2021年
- 骨こつケア
- ジュピターショップチャンネル
- ニンジャコネクト
- ミナテラスとちぎ
- JU栃木
- 小柳建設
- SMBC
- 日本マンパワー

2022年
- アドテックエンジニアリング
- パナソニックホームズ
- 野村インベスター・リレーションズ株式会社

2023年
- 中部電力カテエネ
- kamifurano-tokachidakeonsen PRmovie

2024年
・吉野石膏株式会社 TVCM『愛 変わらず、今日も暮らしを考える。』篇 
・タカラトミー ブランドムービー「アソビにこそ、品質を。」 
2025年 
・大和証券グループ 

### MV
2018年
- 福耳 20th Anniversary「八月の夢」

2020年
- 米津玄師 「カムパネラ」
- 中嶋ユキノ 「だれかの話し」

2024年
- A.B.C-Z  「君じゃなきゃだめなんだ」

### 舞台
2013年
- 心は孤独なアトム（作・演出：森岡利行）
- 西原理恵子演劇祭「ぼくんち」「女の子ものがたり」（原作：西原理恵子、演出：森岡利行）
- ストレイドッグ公演「心は孤独なアトム」（2010年1月、シアター代官山）

2014年
- 純平、考え直せ（原作：奥田英朗、演出：森岡利行）
- へなちょこヴィーナス（作：高橋いさを＋小田玲奈） - 演出として参加
- 春の二本立て公演「母の桜が散った夜」「閨房のアライグマ」（作・演出：森岡利行）

2015年
- 暗闇のレクイエム（作・演出：森岡利行）
- へなちょこヴィーナス（作：高橋いさを＋小田玲奈） - 演出として参加
- 悲しき天使（原作：山之内幸夫、演出：森岡利行）

2016年
- “STRAYDOG”第24回本公演「アオイの花」（作・演出：森岡利行）
- ぼくんち（原作：西原理恵子、脚本・演出：森岡利行）

2017年
- 「へなちょこヴィーナス」（演出として参加）　作／高橋いさを＋小田玲奈
- 「海街diary」原作：吉田秋生／脚本・演出：森岡利行　(紀伊國屋ホール）
- 「夕凪の街 桜の国」原作：こうの史代／脚本・演出：森岡利行
- 「レディ・ゴー！」作：高橋いさを＋中尾知代／演出：柴田明良
- 「海街diary」原作：吉田秋生／脚本・演出：森岡利行　(新国立劇場)

2018年
- 「アオイの花」作・演出：森岡利行
- 「路地猫の優しい猫」主演 森岡栄治役 作・演出：森岡利行 【第三十回池袋演劇祭 豊島区町会連合会会長賞 受賞】

2019年
- 「それからの夏」主演 草太役 作：鄭義信／演出：森岡利行

2020年
- 「幸せになるために」中本九役　作・演出：森岡利行
- 「小栗判官と照手姫」小栗判官役　作・演出:白石征